# Stazione di Canzo-Asso
La stazione di Canzo-Asso è una stazione ferroviaria a servizio dei comuni di Canzo e Asso, capolinea della ferrovia Milano-Asso.

## Strutture e impianti

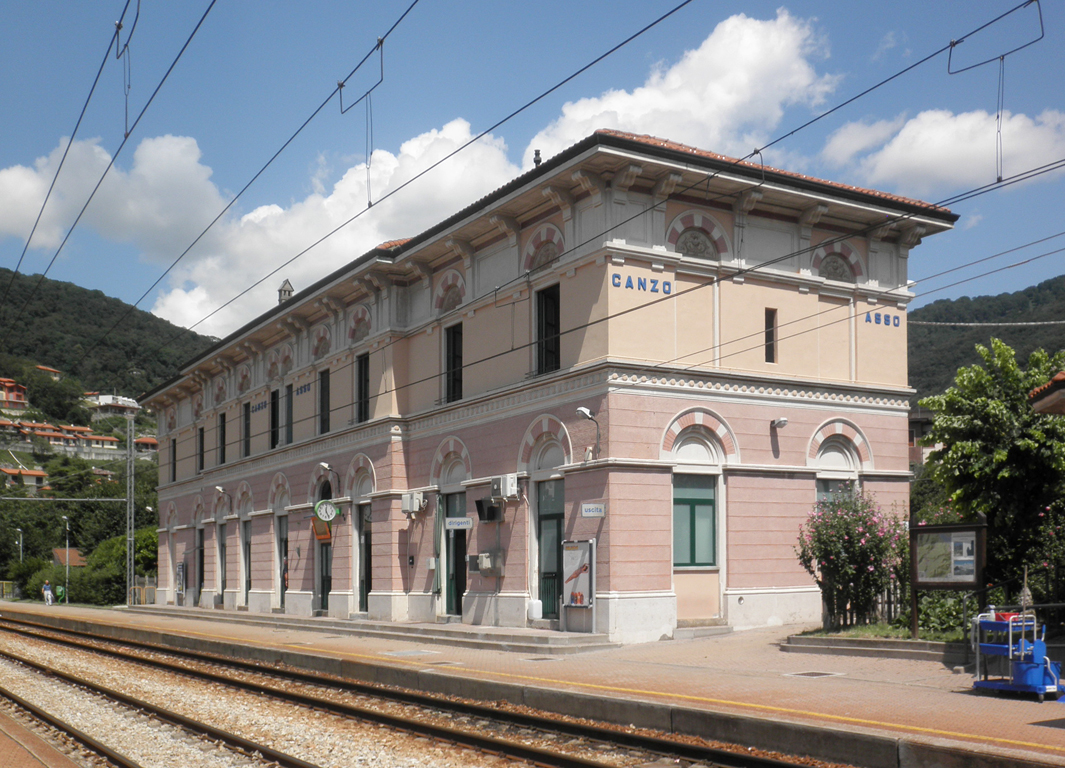
La stazione lato binari

La stazione possiede tre binari. L'edificio è in stile floreale, simile ad altre stazioni della stessa linea, ma più grande. È presente un bar all'interno della struttura.

## Movimento

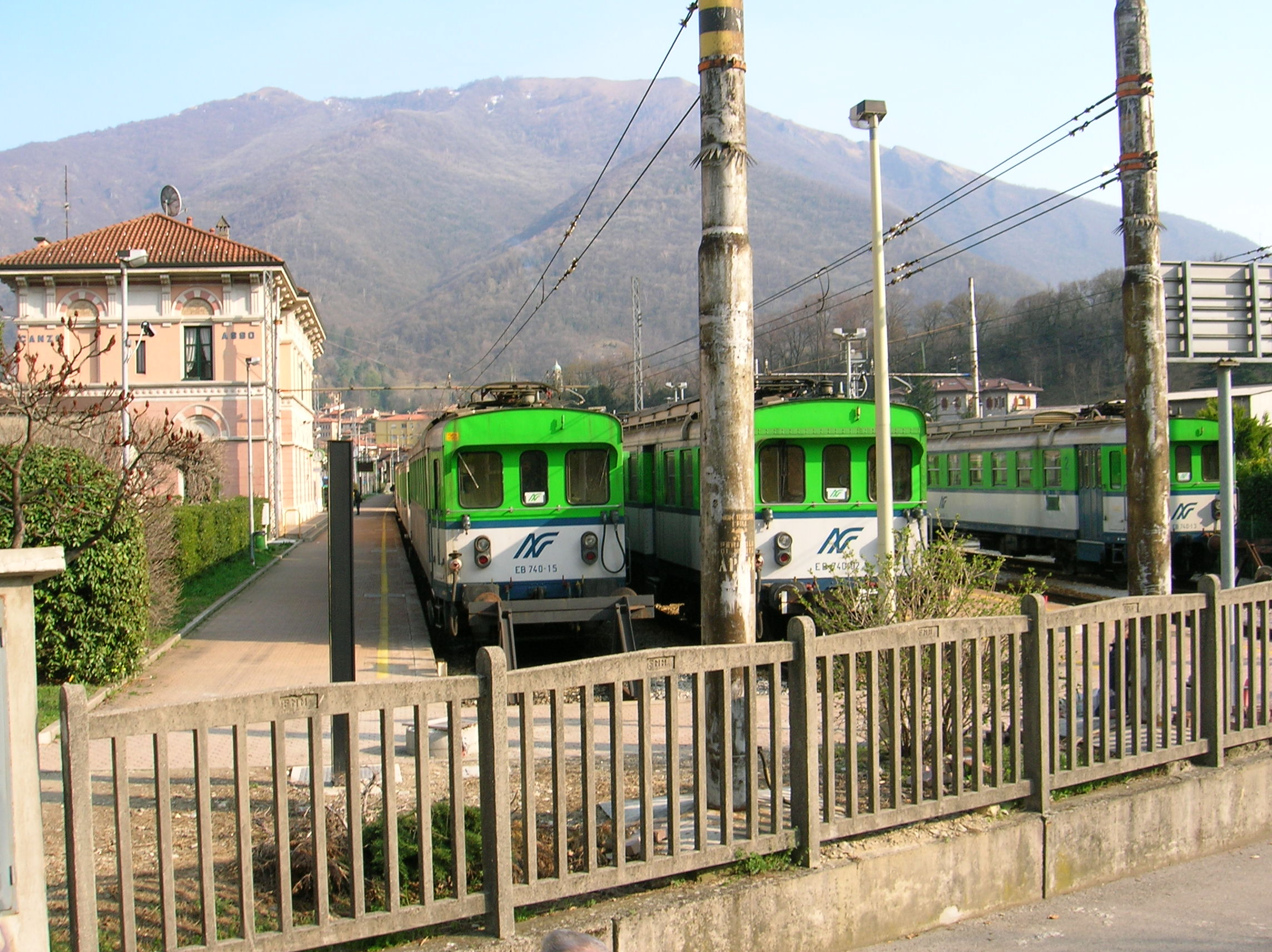
Elettrotromotrici E740 delle FNM ferme in stazione nel 2006.

La stazione è gestita da Ferrovienord e servita da treni regionali svolti da Trenord nell'ambito del contratto di servizio stipulato con la Regione Lombardia. La maggior parte dei treni regionali che utilizzano la ferrovia Milano-Asso hanno il loro capolinea a Canzo-Asso, mentre alcuni di essi terminano più a valle, nella stazione di Erba.
Il servizio prevede treni regionali a cadenza oraria, con rinforzi alla mezz'ora nelle ore punta, insieme ad autobus nelle ore serali in coincidenza con gli ultimi treni, regionali o suburbani, in arrivo ad Erba, Mariano Comense (solo nei giorni feriali) e Seveso.
Nel piazzale esterno alla stazione fanno altresì capolinea alcune linee automobilistiche.

## Servizi
- Biglietteria automatica
- Bar
- Edicola
- Servizi igienici

## Cinema
La stazione compare nel film Bingo Bongo del 1982 di Pasquale Festa Campanile.